# Borsilikatglas

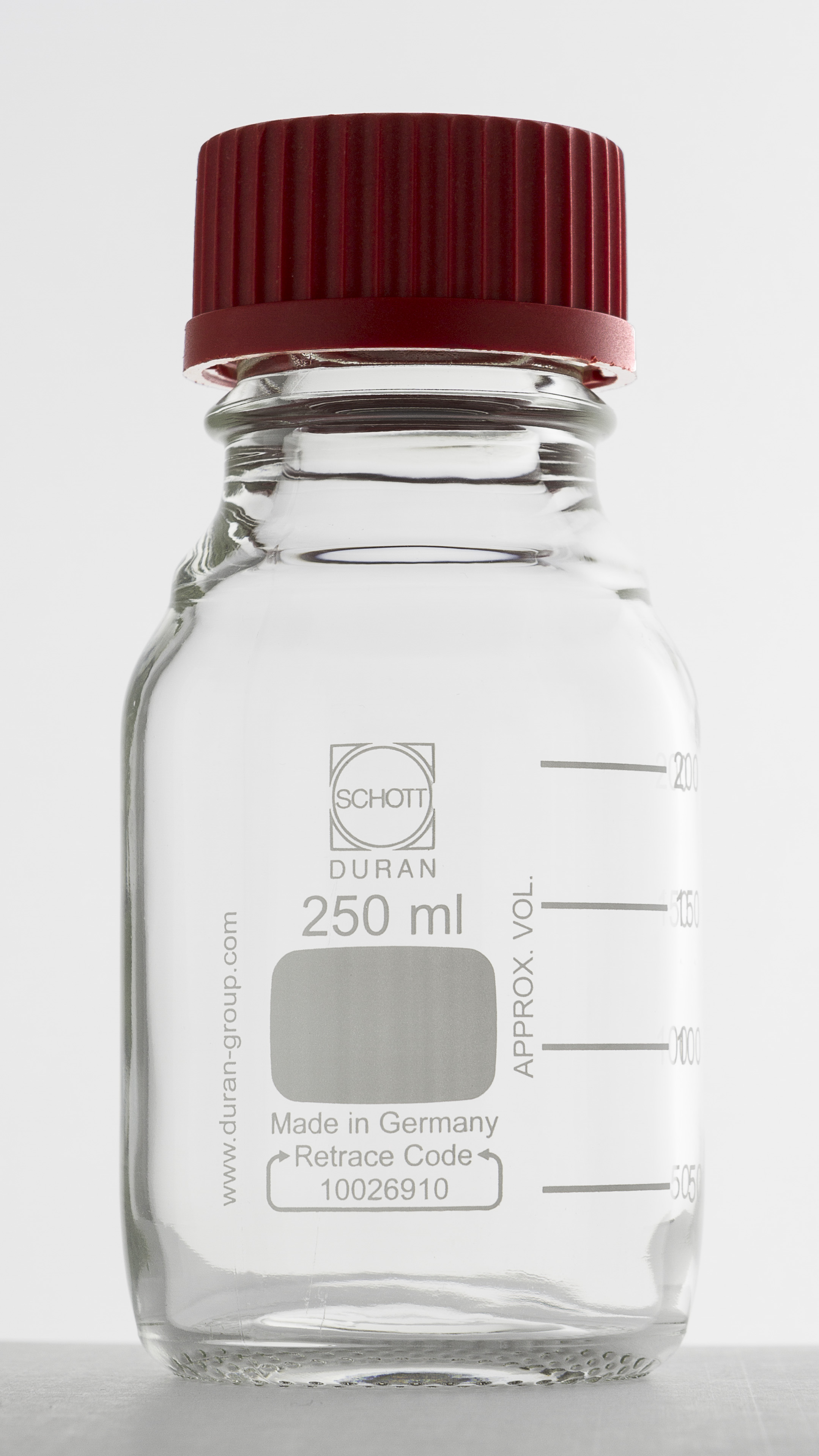
Laboratorieflaska av "Duran"-glas, tillverkad av Schott.

Borsilikatglas, mycket ofta ses även den svengelska skrivningen borosilikatglas (en riktigare  svensk benämning hade dock varit boratsilikatglas), är ett glas som förutom kiseldioxid även innehåller dibortrioxid (vanligen 12–13 %), vilka tillsammans bildar ett boratsilikatskelett. Glaset har en väldigt låg temperaturutvidgningskoefficient på 3,3⋅10−6 K−1, vilket ungefär är en tredjedel av kalk-sodaglas, det vill säga ”vanligt hushålls- eller fönsterglas” och tåler därför uppvärmning utan att spricka. Det används därför ofta till laboratorieutrustning, kaffebryggare och dylikt. Vidare är borsilikatglas mycket syraresistent och angrips i stort sett bara av vätefluorid och koncentrerad fosforsyra (samt starka baser).
Borsilikatglas har ett brytningsindex på 1,51 till 1,54 och, särskilt typen BK7 (som har ett Abbetal på 64,17 och således är ett kronglas med låg kromatisk aberration), används även för optik som teleskop och mikroskop.
Med en något lägre halt av borat (5–9 %) används borsilikatglas i glasull och glasfiber (för att öka viskositeten så att glasfiberdragning möjliggörs).
Det första borsilikatglaset, Jenaer Glas (sedan 1943 under produktnamnet Duran), tillverkades av den tyske glastillverkaren Otto Schott från Jena i slutet av 1800-talet.
Olika typer marknadsförs under ett stort antal olika namn: Först och främst Duran och Pyrex (först tillverkat av Corning 1915), men även Borosil, Simax, Supertek, Suprax, etcetera.

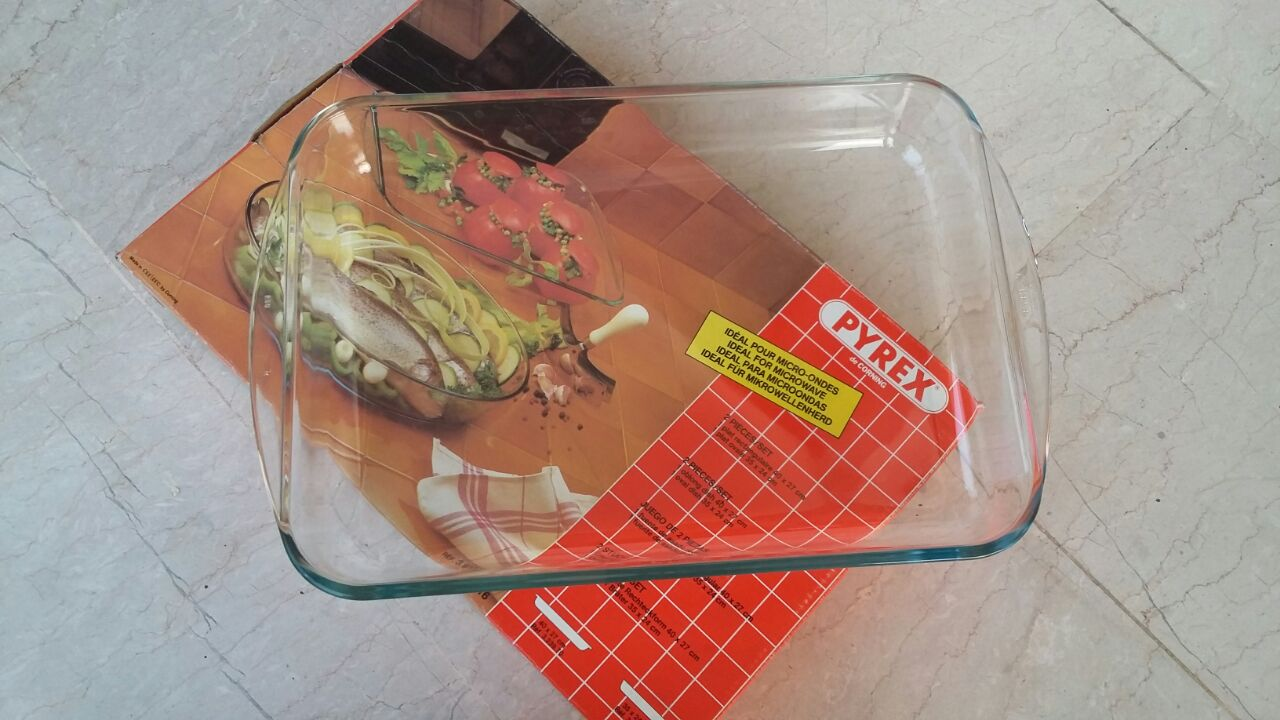
Eldfast form av Pyrex-glas speciellt lämpad för mikrovågsugnar.